# ジベタリアン
ジベタリアンとは、地べた（床、道、階段）に座り込む人を意味する言葉である。特に階段に座り込む者が多いため、ダンサリアンという呼称もある。

## 概要
ところ構わず地面に腰をついて座る人を意味する言葉であり、1997年から使われている。語源は菜食主義を意味する言葉「ベジタリアン」と地面を意味する言葉「地べた」をかけたものである。
東京都渋谷区渋谷地区近辺から出現した言葉であり、例えばコンビニエンスストアの前や階段、列車の床など、どこでも座る人を言う。既に死語となっている。
ジベタリアンが増えた原因については、洋式トイレの普及の他、食生活の変化や体力の減少などの説がある。2000年版の知恵蔵では、かつてのおしゃれ志向な若者とは異なり「大人や社会に対する反抗」というメッセージが含まれておらず、「ただ楽だから」という理由で悪いと知らずに座っていると指摘している。また、この理由に私生活至上主義が拡大し、「公共空間」意識が失われてしまったとしている。